# Bessie Beatty
Elizabeth Mary Beatty, más conocida como Bessie Beatty (27 de enero de 1886-6 de abril de 1947) fue una periodista, editora, escritora y locutora de radio estadounidense. 

## Primeros años y educación
Bessie Beatty nació y creció en Los Ángeles. Fue una de los cuatro hijos de Thomas y Jane Boxwell Beatty, ambos inmigrantes irlandeses. De niña en Long Beach, montó un espectáculo para recaudar dinero para la Cruz Roja, contando con sus hermanos para algunos de los papeles. Asistió a Inició una formación universitaria en Occidental College, pero no se graduó.

## Carrera
Su primer trabajo como periodista fue en Los Angeles Herald, mientras estaba en la universidad. Escribió una columna regular en el San Francisco Bulletin entre 1907 y 1917, titulada On the margin. Mientras se encontraba en Nevada informando sobre una huelga de mineros, escribió y publicó Who's Who in Nevada, un diccionario biográfico. Beatty acompañó a periodistas como Rheta Childe, Albert Rhys Williams, Louise Bryant y John Reed en un viaje a Rusia en 1917. Allí entrevistó a León Trotski, y a miembros del batallón de mujeres, cuyo coraje y fortaleza la impresionaron. El libro acerca de su viaje, El corazón rojo de Rusia, fue publicado en 1918.
Beatty trabajó como periodista independiente durante la mayoría de su carrera. Fue editora de la revista McCall's de 1918 a 1921. En 1932 escribió con el novelista Jack Black la obra de teatro Jamboree, que se representó brevemente en Broadway. Desde 1940 hasta su fallecimiento fue anfitriona de un programa popular de radio en la ciudad de Nueva York; la revista Time describió su persona en la radio como «señora Sabelotodo». Durante la Segunda Guerra Mundial utilizó su programa para vender más de 300 000 USD en bonos de guerra, y la Women's International Exposition of Arts and Industries le otorgó el premio anual de radio en 1943. En paralelo con sus actividades profesionales, fue secretaria de la asociación de escritores PEN Club Internacional.
Fue una feminista activa, miembro del Club Heterodoxy, caracterizado por desarrollar un feminismo más radical que el sufragismo. Escribió A Political Primer for the New Voter en 1912, un folleto para las mujeres de California que iban a ejercer su derecho al voto.

## Vida privada
Beatty se casó con el actor William Sauter en 1926. Vivieron en Los Ángeles y, posteriormente se mudaron a la ciudad de Nueva York. Los perros bracos alemanes de la pareja, Biddy y Terry, recibían frecuentes menciones en el programa de radio de Beatty y los aficionados incluso les escribían cartas. Beatty murió de un paro cardiaco en 1947, a los 61 años. Un día después de su muerte hubo un programa de radio en su honor.